# Nová Pláň
Nová Pláň (in tedesco Neurode) è un comune della Repubblica Ceca facente parte del distretto di Bruntál, nella regione della Moravia-Slesia.